# 中沢啓吉
中沢 啓吉（なかざわ けいきち、1935年（昭和10年）- ）は、日本のジャーナリスト、政治活動家である。高知県南国市出身。早稲田大学文学部卒業。NHK職員、新自由クラブ遊説委員長、田川誠一衆議院議員秘書などを務めた。

## 経歴
- NHK報道部チーフディレクター
- 新自由クラブ政策委員、遊説委員長
- 田川誠一衆議院議員秘書

## 選挙活動
- 1980年6月　第12回参議院議員通常選挙・全国区に新自由クラブ公認で出馬、落選
- 1983年6月　第13回参議院議員通常選挙・比例代表に新自由クラブ民主連合第6位で出馬、落選
  - この選挙に限って通称名「中沢啓一」で立候補した。